# موج طولی

موج طولی

موج طولی (به انگلیسی: Longitudinal wave) موجی‌ست که در آن جهت جابجایی محیط در جهت انتشار موج یا خلاف جهت آن است. صوت و امواج زلزله نمونه‌هایی از امواج طولی هستند. این امواج، امواج فشاری نیز نامیده می‌شوند.
امواج طولی، برای انتشار به محیط مادی (جامد، مایع، یا گاز) نیاز دارند. بنابراین، این امواج نمی‌توانند در خلأ منتشر شوند.به این نوع از موج ها,موج مکانیکی گفته می شود.